# Тревіс (округ, Техас)
Шаблон:StateAbbr_ 30°20′ пн. ш. 97°47′ зх. д. / 30.33° пн. ш. 97.78° зх. д.
Округ  Тревіс (англ. Travis County) — округ (графство) у штаті  Техас, США. Ідентифікатор округу 48453. На території округу розташований автомотодром «Траса Америк», на якому проходить, зокрема, етап чемпіонату світу з шосейно-кільцевих мотоперегонів MotoGP — Гран-Прі Америк.

## Історія
Округ утворений 1840 року.

## Демографія
За даними перепису 2000 року загальне населення округу становило 812280 осіб, зокрема міського населення було 755167, а сільського — 57113. Серед мешканців округу чоловіків було 415901, а жінок — 396379. В окрузі було 320766 домогосподарств, 183832 родин, які мешкали в 335881 будинках. Середній розмір родини становив 3,15.
Віковий розподіл населення поданий у таблиці:
| Стать    | До 15 років | 15-21 | 22-29 | 30-39 | 40-49 | 50-65 | 65-85 | Понад 85 |
| -------- | ----------- | ----- | ----- | ----- | ----- | ----- | ----- | -------- |
| Чоловіки | 83833       | 49893 | 76047 | 76511 | 61695 | 45361 | 20661 | 1900     |
| Жінки    | 79370       | 46038 | 64655 | 68010 | 59519 | 46524 | 27563 | 4700     |

## Суміжні округи
- Вільямсон — північ
- Бастроп — схід
- Колдвелл — південь
- Гейс — південний захід
- Бланко — захід
- Бернет — північний захід

## Виноски
1. ↑  U.S. Decennial Census. United States Census Bureau. Архів оригіналу за 12 травня 2015. Процитовано 11 травня 2015.
2. ↑  Texas Almanac: Population History of Counties from 1850–2010 (PDF). Texas Almanac. Архів оригіналу (PDF) за 26 лютого 2015. Процитовано 11 травня 2015.
3. ↑  American FactFinder. Бюро перепису населення США. 1 липня 2018. Архів оригіналу за 29 травня 2017. Процитовано 8 червня 2019. [Архівовано 2017-05-29 у Wayback Machine.](англ.) Наведено за англійською вікіпедією.
4. ↑  American FactFinder. Бюро перепису населення США. Архів оригіналу за 26 лютого 2012. Процитовано 31 січня 2008. [Архівовано 2008-05-21 у Wayback Machine.]

| США | Це незавершена стаття з географії США. Ви можете допомогти проєкту, виправивши або дописавши її. |